# Abraham Bennet

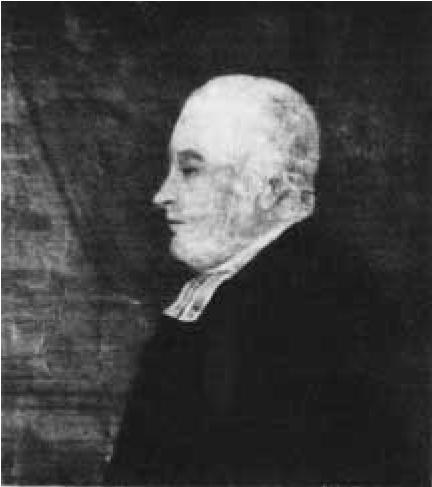
Abraham Bennet (vor 1800)

Abraham Bennet (* 1749; † 5. Mai 1799 in Wirksworth, Derbyshire) war ein englischer Pfarrer, Erfinder und Mitglied der Royal Society.
Seine Eltern waren der Schulmeister in Whaley Lane, Cheshire Abraham Bennet und Ann, geb. Fallowes. Getauft wurde er am 20. Dezember 1749 in Taxal, Derbyshire. Ob er die Universität besuchte, ist nicht bekannt. Er war Lehrer an der Wirksworth Grammar School. Nachdem er 1775 in London ordiniert wurde, war er Kurat in Tideswell und im folgenden Jahr zusätzlich in Wirksworth. Er wurde auch Rektor im Dorf Fenny Bentley.
Er interessierte sich für Naturphilosophie und die Arbeiten von John Canton, Tiberius Cavallo und Alessandro Volta, die er 1782 in London traf. 1786 verbesserte er Cavallo portables Elektrometer von 1779 und entwickelte das Goldblatt-Elektroskop, das noch bis in die 1930er Jahre zur Erforschung kosmischer Strahlung Verwendung fand. Er erfand auch einen sogenannten multiplicator, eine einfache Influenzmaschine und beobachtete das Auftreten von Ladungen auf verdampfenden Flüssigkeiten. Seine Arbeiten veröffentlichte er 1789 in New experiments on electricity. Im gleichen Jahr wurde er Mitglied der Royal Society.
Er war auch Mitglied der Lunar Society und der 1783 von Erasmus Darwin gegründeten Derby Philosophical Society.